# Подводно вулканично изригване
Подводните вулканични изригвания се получават винаги под водната повърхност. Те се получават по границите на плочите, когато две тектонски плочи се раздалечават една от друга и на дъното изригва разтопена магма. Магмата бързо се втвърдява, но процесът се повтаря отново и отново докато се образува подводен вулкан. Този тип изригване е много разпространен на земята. Над 80% от вулканичната дейност се случва под водната повърхност.

## Протичане на изригването
Подводните изригвания могат да продължат с години. Те се появяват по границите на тектоничните плочи на определено място на морското дъно, където плочите се раздалечават една от друга и на повърхността изригва разтопена магма. Тъй като извира под водата, магмата се втвърдява бързо и образува лавови възглавници, високи до 2 – 3 m. Процесът обаче се повтаря почти непрекъснато и се образува вулканичен конус, който обикновено е стръмен. Когато конусът доближи водната повърхност, се виждат малки облаци от водна пара. В зависимост от количеството магма в магмената камера вулканът може да угасне преди да достигне водната повърхност, образувайки подводна планина, или да изригне и да образува вулканичен остров. В зависимост от това дали в магмата преобладава базалт или минерали, може да се образува така нареченият подводен комин.

## Плитководни изригвания
Ако подводният вулкан започне да се образува близо до бреговете, изригванията му са експлозивни с чести експлозии и изключително гореща лава, поради което над водата излиза изключително гъст облак от водна пара. Това се дължи на контакт на голямо количество топла океанска вода с изригващата магма. Подобни събития се случват и при изригванията от тип Сюртсей. Ако експлозиите станат много силни, започват да се произвеждат изключително много водна пара, пепел и малки вулканични скали. Пример за такъв вулкан е Фукуто Оканоба в покрайнините на Япония. Той е един от най-активните вулкани в Япония с почти 100 години непрестанна активност.

## Дълбоководни изригвания
Ако вулканът се образува в по-дълбоки райони, където водата е с по-ниска температура, изригванията са значително по-слаби от плитководните. Все пак твърди вулканични материали, като тези при другите подводни изригвания, също могат да се образуват и в дълбините, като например Косите на Пеле (Характерен материал, произвеждан при Хавайските вулкани). Ако магмената камера е много голяма и вулканът угасне, върхът му може да се срути в образуваната кухина, образувайки подводна калдера. Такива събития се случват в Тихоокеанския огнен пръстен, където се намират голям брой от активните вулкани на Земята. За дълбоководни изригвания се считат тези, които са на по-голяма дълбочина от 2000 m. При тези изригвания са характерни образуването на подводни възвишения и лавови възглавници.